# 桑托
桑托（法語：Santeau，法語發音：[sɑ̃to]）是法国卢瓦雷省的一个市镇，位于该省北部，属于皮蒂维耶区。

## 地理
桑托（48°6'20"N, 2°8'44"E）面积8.71 平方千米，位于法国中央-卢瓦尔河谷大区卢瓦雷省，该省份为法国中北部省份，北起埃松省，西北接厄尔-卢瓦省，西南接卢瓦-谢尔省，南至涅夫勒省和谢尔省，东临约讷省，东北接塞纳-马恩省。
与桑托接壤的市镇（或旧市镇、城区）包括：阿特赖、希约尔欧布瓦、马罗欧布瓦、蒙蒂尼。
桑托的时区为UTC+01:00、UTC+02:00（夏令时）。

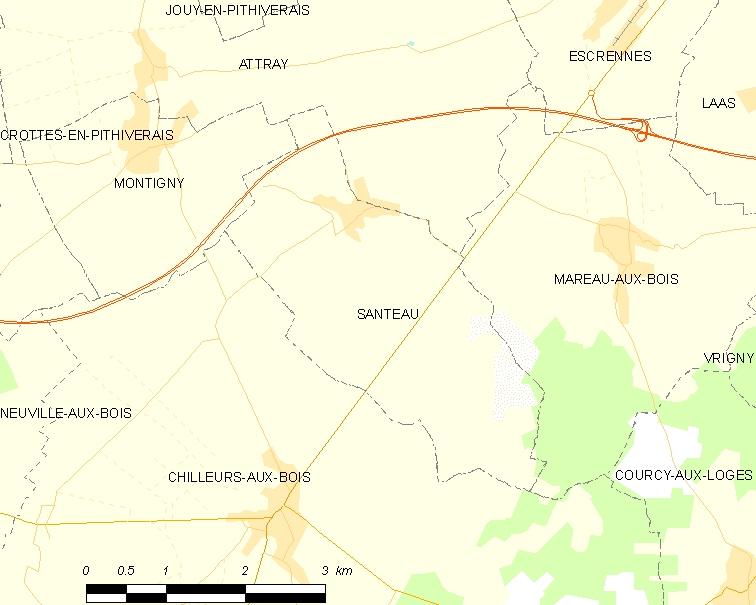
桑托的OSM定位图

## 行政
桑托的邮政编码为45170，INSEE市镇编码为45301。

## 政治
桑托所属的省级选区为勒马勒塞布瓦县。

## 交通
卢瓦雷省省道D166线和D2152线在桑托交汇。

## 人口

1962-2008年间桑托人口变化图示

桑托于2022年1月1日时的人口数量为393人。